# Lösliche Gruppe
Die Lösliche Gruppe ist Bestandteil des Kationentrenngangs, einem klassischen Verfahren der qualitativen Analyse in der Anorganischen Chemie. Diese Kationengruppe bleibt im Anschluss an die Salzsäure-, Schwefelwasserstoff-, Ammoniumsulfid- und Ammoniumcarbonatgruppe im Filtrat übrig. Hierzu gehören nämlich diejenigen Elemente, die mit keinem der Trennmittel schwerlösliche Niederschläge bilden:
- NH4+,
- Mg2+,
- K+,
- Na+,
- Li+.

Diese können nasschemisch mit spezifischen Nachweisreaktionen oder mittels Flammenfärbung qualitativ nachgewiesen werden.

## Wikibooks
- Wikibooks: Praktikum Anorganische Chemie/ Lösliche Gruppe – Lern- und Lehrmaterialien